# 共和乡 (安岳县)
共和乡，是中华人民共和国四川省资阳市安岳县曾经下辖的一个乡。2019年12月，撤销共和乡，将其所属行政区域划归兴隆镇管辖。

## 行政区划
共和乡撤销前下辖以下地区：
桷店村、碑坡村、宝田村、文兴村、石井村、洞塘村、一井村、三合村、桥峰村和湾河村。